# Cesare Ciardi
Cesare Ciardi   (Prato i Florència, 28 de juny de 1818 - Sant Petersburg i Strelna, 13 de juny de 1877) fou un compositor i flautista italià.

## Biografia
El seu pare, Joseph, originari de Prato, era un pintor poc conegut i professor d'art al "Cicognini College" de la seva ciutat natal. Cèsar va començar a estudiar la flauta travessera sota la direcció de Luigi Carlesi, flautista aficionat de Prato, i als nou anys, el 1827, va debutar al Palau Reial de Florència, en presència de Niccolò Paganini que poc temps després va prendre el noi de gira a Torí. Ja en aquell moment tocava un duet amb Teodulo Mabellini. Només el 1838 es va graduar al Col·legi Imperial i Reial de San Gaetano de Florència, on també va estudiar composició amb Geremia Sbolci.
El 1840 va presentar la seva primera composició, Variacions per a flauta i piano sobre un tema de Lucrèce Borgia, una peça que va ser escrita per mostrar el virtuosisme de Ciardi.
El 1846 va emprendre la seva primera gira a l'estranger gràcies a l'esforç dels germans Browne, deixebles anglesos de Ciardi. Durant els concerts a Londres, va conèixer el famós flautista Jean-Louis Tulou i va actuar als teatres més importants de la ciutat amb èxit unànime. Durant la visita a Londres el 1847, va conèixer Rudal i Rose, els constructors de la nova flauta travessera de Theobald Böhm: el van convèncer perquè en comprés una, però, segons informa la "Gazzetta Fiorentina": El nostre Ciardi ha estudiat la flauta de Böhm, però com els seus amos Briccialdi i Marini, va tornar al vell. De fet, Ciardi no va tornar a utilitzar la flauta de Böhm i va continuar sent un virtuós de l'antic sistema amb cap cilíndric i petits forats diatònics, però va contribuir en gran manera a la propagació del "sistema Briccialdi" especialment a Rússia.
El 1851, any de la mort de la seva esposa Cherubina, tot i la concorreguda agenda de concerts, Ciardi va debutar com a compositor d'òpera amb un melodrama Il Sindaco e la Zia escenificat al "Théâtre Borgognissanti" de Florència (probablement de l'òpera "L'Amo deluso", el manuscrit del qual es conserva a la Biblioteca Municipal de Prato) amb modest èxit.
El 5 d'octubre de 1853, Ciardi va marxar a l'estranger: París i Sant Petersburg, on va romandre durant anys com a flautista del tsar, director dels teatres imperials i posteriorment professor de flauta travessera al recentment creat Conservatori de Sant Petersburg, per Anton Rubinstein. Allà durant uns anys, Txaikovski va estudiar la flauta travessera amb Ciardi i es convertirà en un veritable amic. De la mateixa manera, el famós clarinetista Ernesto Cavallini treballava sovint en aquesta ciutat i entrava en contacte amb Ciardi. L'últim concert de Ciardi a la seva terra natal és conegut pel programa de 1867 anunciant a Prato un Gran concert vocal i instrumental en què Ciardi va obtenir un triomf. De tornada a Rússia, no va tornar a veure Itàlia: un atac de cor se'l va emportar de sobte el 13 de juny de 1877.